# Кондейша-а-Нова
Конде́йша-а-Но́ва (порт. Condeixa-a-Nova; МФА: [kõ.ˈdɐj.ʃɐ-ɐ-ˈno.vɐ], «Нова Кондейша») — муніципалітет і містечко в Португалії, в окрузі Коїмбра. Розташований у центральній частині країни, на теренах історичної португальської провінції Бейра. Належить до Коїмбрської діоцезії Католицької церкви в Португалії. Права міського самоврядування має з 1514 року. Поділяється на 7 парафій. За адміністративним поділом, чинним до 1976 року, був складовою провінції Берегова Бейра. Площа муніципалітету — 138,68 км², населення муніципалітету — 17078 ос. (2011); густота населення — 123,15 осіб/км²
. Патрон — свята Христина. Святковий день муніципалітету — 24 липня. Поштовий індекс — 3150.  Код місцевої адміністративної одиниці — 0604. Складова статистичного регіону Центр.

## Географія
Кондейша-а-Нова розташована в центрі Португалії, в центрі округу Коїмбра.
Кондейша-а-Нова межує на півночі з муніципалітетом Коїмбра, на сході — з муніципалітетом Міранда-ду-Корву, на південному сході — з муніципалітетом Пенела, на південному заході — з муніципалітетом Соре, на північному заході — з муніципалітетом Монтемор-у-Нову.

## Історія
1514 року португальський король Мануел I надав Кондейші форал, яким визнав за поселенням статус містечка та муніципальні самоврядні права.

## Населення
| Кількість мешканців | Кількість мешканців | Кількість мешканців | Кількість мешканців | Кількість мешканців | Кількість мешканців | Кількість мешканців | Кількість мешканців | Кількість мешканців | Кількість мешканців | Кількість мешканців | Кількість мешканців | Кількість мешканців | Кількість мешканців | Кількість мешканців | Кількість мешканців |
| ------------------- | ------------------- | ------------------- | ------------------- | ------------------- | ------------------- | ------------------- | ------------------- | ------------------- | ------------------- | ------------------- | ------------------- | ------------------- | ------------------- | ------------------- | ------------------- |
| 1864                | 1878                | 1890                | 1900                | 1911                | 1920                | 1930                | 1940                | 1950                | 1960                | 1970                | 1981                | 1991                | 2001                | 2011                |                     |
| 10 008              | 11 431              | 11 903              | 11 875              | 13 037              | 12 583              | 12 149              | 13 591              | 14 020              | 13 555              | 12 902              | 13 257              | 13 027              | 15 340              | 17 078              |                     |

## Парафії
- Анобра
- Беліде
- Бен-да-Фе
- Віла-Сека
- Замбужал
- Ега
- Кондейша-а-Нова
- Кондейша-а-Веля
- Себал
- Фурадору